# 粒子和天体物理氙探测器
粒子和天体物理氙探测器（英語：Particle and Astrophysical Xenon Detector，英语缩写：PandaX）是位于中国四川省锦屏水电站极深地下暗物质实验室的暗物质探测器。实验装置位于地下约2400多米的地下实验室中。2014年9月运行探测器的实验组发布了使用120公斤级氙探测器获得的首批实验数据。

## 参与者
该暗物质探测器项目由大约40名科学家组成的国际团队负责运行。研究项目是由来自上海交通大学的讲席教授、国家“千人计划”专家季向东等研究者们牵头组织的，自2009年起由来自上海交通大学、山东大学、中国科学院上海应用物理研究所和中国科学院的科学家共同启动了该研究项目，两年后来自马里兰大学、北京大学和密歇根大学的研究者相继加入。粒子和天体物理学氙探测器的研究团队也包含了来自二滩水电站的员工。

## 设计和建造
粒子和天体物理氙探测器是一个直接探测暗物质的实验装置。类似于XENO和LUX所用的装置，PandaX使用的探测器借助一个同时使用液氙和氙气的二相型氙时间投影室来确定事件的位置并借助锦屏山的岩石山体排除来自宇宙的射线干扰。除了用来搜索暗物质事件，PandaX也被设计用于检测136Xe的双β衰变。实验场所由清华大学和雅砻江流域水电开发有限公司联合开发，于2010年12月12日投入使用。

### 探测器的运行
探测器将分两个阶段运行，第一阶段（PandaX-I，在2014年完成）使用120千克（约260磅）氙来探测低质量暗物质（<10GeV），并用来验证其他暗物质探测实验的信号和结果。PandaX是中国第一个使用超过100千克氙的暗物质探测器，其规模是仅次于位于美国的LUX实验。
第二阶段的探测工作将在2016年开始，并在2015年9月3日经报道期二期扩建进展顺利，使用2.4吨的氙探测10至1000GeV的能量范围。第二阶段的实验将重复利用第一阶段实验所用的屏蔽装置、外容器、低温制冷装置、氙纯化设备和其他基础设施，但会建造一个更大的低温恒温器和更大的二相型氙时间投影室。
PandaX的建造成本预计为1500万美元，第一阶段的初始成本为800万美元。

### 实验室
PandaX位于中国锦屏地下实验室，位于地下2400至2500米深处，是目前世界上最深的地下实验室。实验室约40米长、6米多宽、7米多高，呈“T”形结构，整体由上海交大和清华大学的公共区域、一个狭长的走廊和暗物质实验室组成。中国锦屏地下实验室的μ子通量为每年每平方米66次事件，相较于LUX所在的美国南达科他州霍姆斯特克矿每年每平方米950次事件以及XENO所使用的意大利格兰萨索实验室每年每平方米8,030事件。实验室的深度使PandaX相比于其他同类型暗物质探测器能更好地屏蔽宇宙射线的干扰，使可能获得的暗物质信号更易被放大。锦屏山的大理石也比霍姆斯特克和格兰萨索的岩石具有更少的放射性，从而进一步减少错误检测的几率。

## 初步结果
2012年8月，PandaX的主要实验设备从上海交通大学移入中国锦屏地下实验室。2013年，探测器进行了两次试运行。2014年5月，探测器开始正式运行和数据采集，最初的探测结果于2014年在英文版《中国科学：物理学力学天文学》上发表。在最初的运行中记录到约400万次事件，有约10,000次落在大质量弱相互作用粒子预期的能量区域内。其中仅有46次事件记录在最“安静”的氙靶中心区域内。经分析这些事件均来自背景辐射而非暗物质。PandaX在第一阶段的探测中尚未发现任何暗物质的事例，该测量结果和一些其它实验所发现的轻质量暗物质疑似信号不兼容。但此结果为今后低质量暗物质的搜寻工作设定了一个严格的极限。